# Tåsteröds lilla vatten
Tåsteröds lilla vatten är en sjö i Tanums kommun i Bohuslän och ingår i Örekilsälven-Strömsåns kustområde. Sjöns area är 0,025 kvadratkilometer och den befinner sig 21 meter över havet.